# Lomos Sesselrad
Das Lomos Sesselrad war ein Motorrad der Zschopauer Motorenwerke J. S. Rasmussen, das nach heutigen Maßstäben als Roller bezeichnet würde. Das Lomos war seiner Zeit weit voraus, setzte sich jedoch nicht auf dem Markt durch.

## Geschichte und Technik

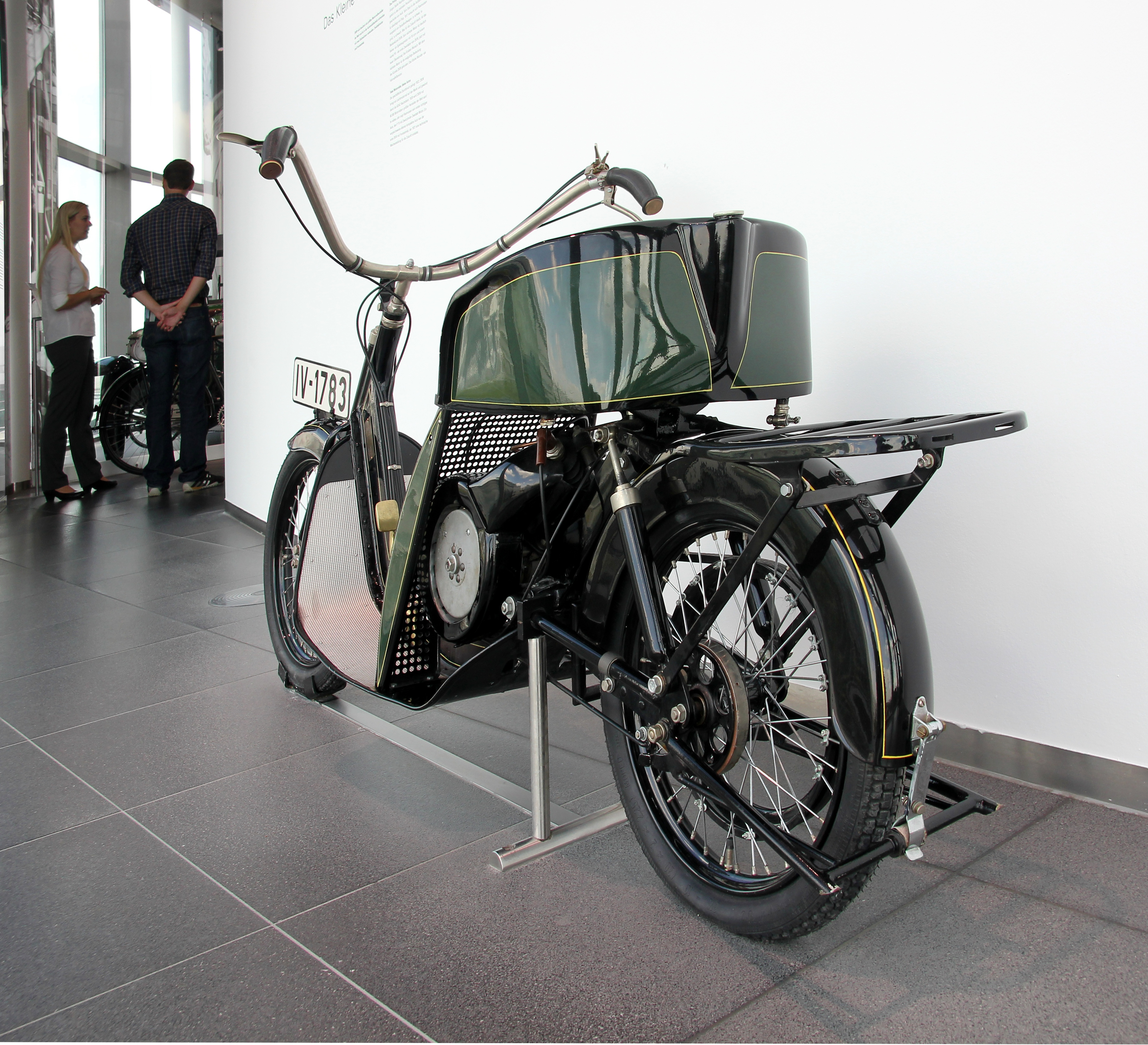
Hinterradschwinge

Das Lomos Sesselrad galt als Nachfolger des wenig überzeugenden Golem Sesselrads, das ab 1921 hergestellt wurde. Konstrukteur des Lomos war Ernst Eichler, Inhaber von Ernst Eichler & Co, Berlin 11, die auch das Fahrzeug bauten.
Unter dem Sitz war um etwa 45° nach hinten geneigt ein Einzylinder-Zweitaktmotor mit Gebläsekühlung eingebaut. Seine Kraft wurde über eine aus zwei gegeneinander verschiebbaren Riemenscheibenhälften bestehende Anfahrkupplung („Lomos-Kupplung“) und einen Riemen an das Hinterrad übertragen. In die Abdeckglocke der Kupplung war ein Ratschenmechanismus zum Einstecken einer Andrehkurbel eingebaut, um den Motor anzulassen. In der ersten Ausführung mit einem Hubraum von 142,5 cm³ (Bohrung 55 mm, Hub 60 mm) leistete der Motor 1,5 PS, nach einer Hubraumvergrößerung auf 169,6 cm³ (Bohrung und Hub 60 mm) waren es 2,25 PS. Betrieben wurde er mit einem Zweitaktgemisch im Verhältnis 1 : 10.
Der Rahmen mit freiem Durchstieg und als Schmutzschutz nach oben hochgezogenen Fußauflagen wurde in drei Versionen gebaut, entweder als Doppelrohrrahmen, als Kastenrahmen aus Blech oder aus Magnesiumguss. Eine geschobene Kurzschwinge führte das 20 Zoll große Vorderrad. Hinten war es eine Langarmschwinge mit in Rohren gekapselten Schraubenfedern. In die Rückenlehne des einsitzigen Fahrzeugs war der Tank eingebaut. Die Sitzhöhe (Abstand des Kissens vom Boden) betrug 66 cm, das ganze Fahrzeug war 193 cm lang. Das Motorrad hatte hinten eine Klotzbremse, die auf die Riemenfelge wirkte, und eine Bandbremse.
Etwa 2500 Lomos wurden gebaut.
1983 brachte die Deutsche Bundespost Berlin in der Serie „Für die Jugend“ eine Sonderbriefmarke mit einem Bild des Lomos nach einem Entwurf von Heinz Schillinger, Portowert 80 + 40 Pfennig, Ausgabetag: 12. April 1983, Auflage 2.922.000 Stück.